# Jogimara
Jogimara (nep. जोगीमारा) – gaun wikas samiti w środkowej części Nepalu w strefie Bagmati w dystrykcie Dhading. Według nepalskiego spisu powszechnego z 2001 roku liczył on 1157 gospodarstw domowych i 6682 mieszkańców (3291 kobiet i 3391 mężczyzn).